# Marco (Nouvelle-Zélande)

Marco  est une petite localité du district de Stratford, dans la région de Manawatu-Wanganui , dans l’ouest de l’île du Nord de la Nouvelle-Zélande.

## Situation
Elle est localisée au nord-est de la ville de Whangamomona, sur le trajet de la route State Highway 43/S H 43 (en).

## Géographie
La rivière Whangamomona  s’écoule dans le secteur.
La ligne de chemin de fer de la ligne Stratford - Okahukura (en) passe vers le nord-ouest de la ville,.

## Toponymie
Le village est nommé à partir du nom de la ‘Marco Road’, qui passe à courte distance vers le nord-ouest.
La route fut nommée d’après un chien qui était la propriété d’un géomètre du district :Mr Sladden. Marco fut tué au milieu de la route par un énorme verrat, alors que lui et son maître chassait le sanglier .

## Éducation
L’école de « Marco School » est une école mixte, assurant tout le primaire, (allant de l’année 1 à 8 ) avec un taux de décile de 8 et un effectif de 9 élèves . L’école a ouvert le 21 mars 1898.
Jusqu’en novembre 1905, elle était connue comme l’école de « Whangamomona School » .